# مارك ريتشارد
مارك ريتشارد (بالإنجليزية: Mark Richard)‏‏ (1955 في ليك تشارلز - ) كاتب سيناريو، وكاتب، وروائي، وصحفي، وشاعر من الولايات المتحدة.